# Miss Universo Guyana
Miss Universo Guyana es un concurso de belleza nacional en Guyana. Se encarga de seleccionar a la representante del país para el concurso Miss Universo.

## Historia
Guyana debutó en 1956 como Guayana Británica hasta 1966 bajo el concurso Miss Guayana Británica. La primera Miss Universo Guayana Británica de esa época fue Rosalind Iva Joan Fung de Georgetown. El concurso de la Guayana Británica existió desde 1947, cuando Phyllis Woolford ganó la primera edición de Miss Guayana Británica. En 1999, el nombre de Guyana se utilizó por primera vez en el escenario de Miss Universo. En 2016, el concurso pasó de llamarse Miss Guyana (de la dirección anterior) a Miss Universo Guyana bajo Moonlight Productions. En 2023, la licencia de Miss Universo Guyana fue otorgada a la señora Teri Brown-Walker, directora estadounidense.

## Ganadoras
| Año  | Miss Guyana                 | Región                             |
| ---- | --------------------------- | ---------------------------------- |
| 1947 | Phyllis Woolford            | Demerara-Mahaica                   |
| 1956 | Rosalind Iva Joan Fung      | Demerara-Mahaica                   |
| 1958 | Clyo Fernandes              | Demerara-Mahaica                   |
| 1960 | Julia Ann Adamson           | Demerara-Mahaica                   |
| 1961 | Hermione Clair Brown        | Demerara-Mahaica                   |
| 1962 | Ave Henriques               | Demerara-Mahaica                   |
| 1963 | Gloria Blackman             | Demerara-Mahaica                   |
| 1964 | Mary Rande Holl             | Demerara-Mahaica                   |
| 1965 | Cheryl Viola Cheeng         | Demerara-Mahaica                   |
| 1966 | Umblita Claire Van Sluytman | Demerara-Mahaica                   |
| 1967 | Shakira Caine               | Demerara-Mahaica                   |
| 1968 | Adrienne Harris             | Demerara-Mahaica                   |
| 1969 | Pamela Patricia Lord        | Demerara-Mahaica                   |
| 1970 | Jennifer Diana Wong         | Demerara-Mahaica                   |
| 1971 | Nalini Moonsar              | Demerara-Mahaica                   |
| 1988 | Christina Jardim            | Demerara-Mahaica                   |
| 1989 | Reeya Majeed                | Demerara-Mahaica                   |
| 1999 | Morvinia Sobers             | Demerara-Mahaica                   |
| 2002 | Mia Rahaman                 | Demerara-Mahaica                   |
| 2003 | Leanna Yulanie Damond       | Berbice Oriental-Corentyne         |
| 2004 | Odessa Abenaa Phillips      | Islas Esequibo-Demerara Occidental |
| 2005 | Candisie Franklin           | Alto Demerara-Berbice              |
| 2006 | Alana Ernest                | Potaro-Siparuní                    |
| 2007 | Meleesa Natasha Payne       | Demerara-Mahaica                   |
| 2009 | Jenel Cox                   | Demerara-Mahaica                   |
| 2010 | Tamika Henry                | Demerara-Mahaica                   |
| 2011 | Kara Lord                   | Demerara-Mahaica                   |
| 2012 | Ruqayyah Boyer              | Demerara-Mahaica                   |
| 2013 | Katherina Roshana           | Demerara-Mahaica                   |
| 2014 | Niketa Barker               | Demerara-Mahaica                   |
| 2015 | Shauna Ramdehan             | Demerara-Mahaica                   |
| 2016 | Soyini Fraser               | Demerara-Mahaica                   |
| 2017 | Rafieya Husain              | Demerara-Mahaica                   |
| 2023 | Lisa Narine                 | Pomerón-Supenaam                   |
| 2024 | Ariana Blaize               | Demerara-Mahaica                   |

## Representación internacional
: Declarada como ganadora
     : Terminó como finalista
     : Terminó como una de las semifinalistas o cuartofinalistas
     : Terminó como ganadora de premios especiales
| Año                           | Región                             | Miss Universo Guyana        | Posición en Miss Universo | Premios especiales | Notas |
| ----------------------------- | ---------------------------------- | --------------------------- | ------------------------- | ------------------ | --- |
| 2024                          | Demerara-Mahaica                   | Ariana Blaize               | No clasificó              |                    | |
| 2023                          | Pomerón-Supenaam                   | Lisa Narine                 | No clasificó              |                    | Teri Brown Walker directorship.                                                                                         |
| No compitió entre 2018 y 2022 |                                    |                             |                           |                    | |
| 2017                          | Demerara-Mahaica                   | Rafieya Husain              | No clasificó              |                    | |
| 2016                          | Demerara-Mahaica                   | Soyini Fraser               | No clasificó              |                    | Organización Miss Universo Guyana - Dirección de Jyoti Hardat (Moonlight Productions)                                   |
| 2015                          | Demerara-Mahaica                   | Shauna Ramdehan             | No clasificó              |                    | |
| 2014                          | Demerara-Mahaica                   | Niketa Barker               | No clasificó              |                    | |
| 2013                          | Demerara-Mahaica                   | Katherina Roshana           | No clasificó              |                    | |
| 2012                          | Demerara-Mahaica                   | Ruqayyah Boyer              | No clasificó              |                    | |
| 2011                          | Demerara-Mahaica                   | Kara Lord                   | No clasificó              |                    | |
| 2010                          | Demerara-Mahaica                   | Tamika Henry                | No clasificó              |                    | |
| 2009                          | Demerara-Mahaica                   | Jenel Cox                   | No clasificó              |                    | |
| 2008                          | No compitió                        | No compitió                 | No compitió               | No compitió        | No compitió |
| 2007                          | Demerara-Mahaica                   | Meleesa Natasha Payne       | No clasificó              |                    | |
| 2006                          | Potaro-Siparuní                    | Alana Ernest                | No clasificó              |                    | |
| 2005                          | Alto Demerara-Berbice              | Candisie Franklin           | No clasificó              |                    | |
| 2004                          | Islas Esequibo-Demerara Occidental | Odessa Abenaa Phillips      | No clasificó              |                    | |
| 2003                          | Berbice Oriental-Corentyne         | Leanna Yulanie Damond       | No clasificó              |                    | |
| 2002                          | Demerara-Mahaica                   | Mia Rahaman                 | No clasificó              |                    | Dirección de Odinga Lumumba.                                                                                            |
| No compitió entre 2000 y 2001 |                                    |                             |                           |                    | |
| 1999                          | Demerara-Mahaica                   | Morvinia Sobers             | No clasificó              |                    | Dirección de la Asociación Miss Guyana: primera vez que se utiliza la banda de Guyana en el escenario de Miss Universo. |
| No compitió entre 1967 y 1998 |                                    |                             |                           |                    | |
| 1966                          | Demerara-Mahaica                   | Umblita Claire Van Sluytman | No clasificó              |                    | La última Miss Guayana Británica en el concurso Miss Universo.                                                          |
| 1965                          | Demerara-Mahaica                   | Cheryl Viola Cheeng         | No clasificó              |                    | |
| 1964                          | Demerara-Mahaica                   | Mary Rande Holl             | No clasificó              |                    | |
| 1963                          | Demerara-Mahaica                   | Gloria Blackman             | No clasificó              |                    | |
| No compitió entre 1959 y 1962 |                                    |                             |                           |                    | |
| 1958                          | Demerara-Mahaica                   | Clyo Fernandez              | No clasificó              |                    | |
| 1957                          | No compitió                        | No compitió                 | No compitió               | No compitió        | No compitió |
| 1956                          | Demerara-Mahaica                   | Rosalind Iva Joan Fung      | No clasificó              |                    | Miss Vigorelli y Queen of the Beauties of the Guianas 1956 ― como Miss Guayana Británica.                               |